# 유교 (초원왕)
초원왕 유교(楚元王 劉交, ? ~ 기원전 179년)는 전한 초기의 황족이자 제후왕으로, 자는 유(游)이다. 고조의 아우다.

## 생애
젊어서 글을 좋아하고 재주가 있어, 목생(穆生)·백생(白生)·신공과 함께 순자의 문하생인 부구백에게서 《시경》을 익혔다. 진시황이 분서갱유를 저지르자 각자 흩어졌다.
고조가 관중에 입성한 후 문신군에 봉해져, 촉한 입성·삼진 평정·항우 주멸에 함께했다. 고조가 황제에 즉위하자 노관과 함께 항상 고조를 시위했다. 고조 6년(기원전 201년), 초왕 한신을 모반 혐의로 잡아들여 봉국을 폐하고 회음후로 격하시키고서, 한신의 봉국 중 화이허 서쪽의 설군·동해·팽성의 36현을 받아 초왕이 됐다. 화이허 동쪽은 종형 유고가 받아 형나라를 이루었다.
고조 11년(기원전 196년), 회남왕 영포가 모반해 유고를 죽이고 형나라 군사까지 아울러 쳐들어오자, 초나라에서는 서현과 동현 사이에서 이를 저지하며 군사를 셋으로 나누어 서로 돕는 형세를 만들었다. 군사를 쪼갰다가 일군이 패하면 나머지도 다 흩어져 서로 돕지 못한다는 말이 있었고, 초나라 장수는 이를 듣지 않았으나 과연 영포의 공격에 일군이 패하자 나머지도 흩어져 달아났다. 초왕은 설로 달아났다.
원왕은 초나라에 와서는 목생·백생·신공을 모두 자신의 중대부로 삼았다. 고황후의 시절에는 자기 아들 유영객을 부구백에게 보내 배우게 했다. 시경을 좋아해 아들들에게 모두 시를 읽게 했으며, 신공은 《시경》에 전(傳)을 짓기를 시작해 노시(魯詩)를 만들었고, 초원왕도 전을 지어 원왕시를 만들었다.
재위 23년 만에 죽었고, 맏아들 유벽비(劉辟非)가 일찍 죽었으므로 유영객이 뒤를 이었다.

## 가계
- 유태공 (아버지)
  - 무애왕 유백 (형)
  - 대경왕 유희 (형)
  - 고제 유방 (형)
  - 초원왕 유교
    - 유벽비 (아들)
    - 초이왕 유영객 (아들)
    - 초문왕 유례 (아들)
    - 홍의후 유부 (아들)
    - 심유이후 유세 (아들)
    - 완구후 유예 (아들)
    - 극락경후 유조 (아들)